# Bingo Players
Bingo Players ist eine niederländische Dance- und Elektro-House-Formation, das aus den beiden DJs Paul Bäumer und Maarten Hoogstraten bestand. Seit dem Tod von Paul Bäumer führt Maarten Hoogstraten das Projekt alleine fort.

## Geschichte
Im Jahr 2006 gründeten Paul Bäumer und Maarten Hoogstraten ihr Projekt Bingo Players und starteten mit der Veröffentlichung von mehreren EPs für das Label Techtone ihre Karriere. 2008 hatten sie einen ersten nationalen Erfolg mit der Single Touch Me, die in Zusammenarbeit mit dem niederländischen Duo Chocolate Puma herausgebracht wurde und den ersten Platz in der Liste der Downloads des digitalen Labels Beatport erreichte. Ebenfalls erfolgreich waren sie mit der Nachfolgesingle Chop, beide Songs konnten sich in den niederländischen Top-100-Charts platzieren.
Im Jahr 2009 erschien der Song Devotion als Single, der vor allem in Belgien erfolgreich war. Es wurde vom Label Sneakerz Muzik herausgebracht. Devotion enthält ein Sample des Songs I Wanna Give You Devotion aus dem Jahr 1990 des britischen Dance-Duos Nomad. Ein paar Monate später wurde eine Vocal Version mit der Stimme von Tony Scott als Download-Single veröffentlicht.
Im Jahr 2010 gründeten die Bingo Players ihr eigenes Label Hysteria.
2011 produzierten sie gemeinsam mit dem niederländischen DJ Nicky Romero, einen Remix der internationalen Erfolgssingle Give Me Everything von den Musikern Pitbull, Ne-Yo, Nayer und Afrojack. Ebenfalls 2011 erschien Cry (Just a Little), mit dem sie erstmals auch in den britischen Charts erfolgreich waren. Zum Stil von Cry (Just a Little) im Jahre 2011 wurden sie hauptsächlich durch Künstler wie Steve Angello, Patrick Alavi, Dave Armstrong sowie andere House-Größen dieser Zeit inspiriert.
Anfang 2012 wurden sie von dem House- und Dance-Label Kontor Records unter Vertrag genommen, bei dem sie auch den Song Rattle als Single herausbrachten. Auch wenn er in ihrer Heimat nicht so erfolgreich war, wurde er ihr erster europaweiter Hit. Im Februar erschien ihre neunte Single L’Amour, zu der auch ein Mash-up mit Nicky Romeros Single Generation 303 veröffentlicht wurde. Im Mai beschlossen sie eine Vocal Version von ihrem Lied Mode aufzunehmen. Mit der Stimme von Heather Bright veröffentlichten sie es unter dem Titel Don’t Blame the Party (Mode).
Im Sommer 2012 veröffentlichte Flo Rida auf seinem Album Wild Ones den Song I Cry, der eine Rapversion von Cry (Just a Little) ist und das Bingo-Players-Original samplet. Das Lied des US-Rappers wurde ein internationaler Top-Ten-Hit und erhöhte weltweit die Bekanntheit der Niederländer. Daraufhin kam es dann zu einer Zusammenarbeit mit der US-amerikanischen Hip-Hop-Band Far East Movement. Zusammen mit ihnen nahmen die Bingo Players ihren Hit Rattle neu auf. In Großbritannien stieg diese Vocal Version unter dem Titel Get Up (Rattle) auf Platz 1 der Charts ein und auch international konnte sich das Lied in vielen Ländern im oberen Chartdrittel platzieren.
Paul Bäumer starb am 18. Dezember 2013 an den Folgen einer Krebserkrankung, die im Juli desselben Jahres bei ihm diagnostiziert worden war. Hoogstraten gab im Januar 2014 bekannt, das Projekt alleine fortzuführen. Dies sei auch der Wunsch von Bäumer gewesen.
Im Juli 2014 folgte die erste Single, seit dem Tod von Bäumer. Diese trug den Titel Knock You Out und rückte in den Niederlanden in die offiziellen Single-Charts vor. Des Weiteren verzeichnete der Track ihre erste Platzierung in den US Dance-Charts. Insbesondere eine Remix-Version vom niederländischen Produzenten Hardwell sorgte für Aufmerksamkeit. 2015 folgten die Lieder Nothing to Say und Curiosity. In seinem 2016 veröffentlichten Track Lone Wolf verarbeitete er ein Sample des Liedes Tetego Bashi von Barb Satake aus dem Jahr 1971. Mit dem Lied Be with You entwickelte er sich weiter in den Bereich der Popmusik.
Im Jahr 2017 folgten mit Liedern wie Bust This und No. 1 Disco wieder eine Reihe Electro-House-Produktionen. Für das Lied Tic Tocarbeitete er mit dem niederländischen Future-House-Duo Oomloud zusammen. Im selben Jahr erschien auch die EP What’s Next. 2018 kam es zu Zusammenarbeiten mit dem US-amerikanischen Musiker Goshfather sowie mit dem niederländischen Duo Bali Bandits. 2019 erschien mit dem Lied 1000 Years eine weitere Future-House-Produktion, bei der er Gospelgesang und Orgelklänge einfließen ließ.
Im Oktober 2021 hat Bingo Players eigens für das Musikmagazin Maxazine eine „Bingo Players Essentials Playlist“ zusammengestellt, die den musikalischen Fußabdruck des Tanzacts enthält.

## Diskografie

### EPs
- 2017: What’s Next EP

### Singles
| Jahr | Titel                          | Höchstplatzierung, Gesamtwochen, AuszeichnungChartplatzierungen (Jahr, Titel, Platzierungen, Wochen, Auszeichnungen, Anmerkungen) | Höchstplatzierung, Gesamtwochen, AuszeichnungChartplatzierungen (Jahr, Titel, Platzierungen, Wochen, Auszeichnungen, Anmerkungen) | Höchstplatzierung, Gesamtwochen, AuszeichnungChartplatzierungen (Jahr, Titel, Platzierungen, Wochen, Auszeichnungen, Anmerkungen) | Höchstplatzierung, Gesamtwochen, AuszeichnungChartplatzierungen (Jahr, Titel, Platzierungen, Wochen, Auszeichnungen, Anmerkungen) | Höchstplatzierung, Gesamtwochen, AuszeichnungChartplatzierungen (Jahr, Titel, Platzierungen, Wochen, Auszeichnungen, Anmerkungen) | Höchstplatzierung, Gesamtwochen, AuszeichnungChartplatzierungen (Jahr, Titel, Platzierungen, Wochen, Auszeichnungen, Anmerkungen) | Höchstplatzierung, Gesamtwochen, AuszeichnungChartplatzierungen (Jahr, Titel, Platzierungen, Wochen, Auszeichnungen, Anmerkungen) | Anmerkungen                                                   |
| Jahr | Titel                          | DE | AT | CH | UK | NL | BEF | BEW | Anmerkungen                                                   |
| ---- | ------------------------------ | --- | --- | --- | --- | --- | --- | --- | ------------------------------------------------------------- |
| 2009 | Devotion –                     | — | — | — | — | — | BEF26 (2 Wo.)BEF | BEW35 (2 Wo.)BEW | Erstveröffentlichung: 4. Dezember 2009                        |
| 2010 | Tom’s Diner –                  | — | — | — | — | — | BEF75 (3 Wo.)BEF | — | Erstveröffentlichung: 16. Juli 2010                           |
| 2011 | Cry (Just a Little) –          | — | — | — | UK44 (2 Wo.)UK | NL9 Gold · (14 Wo.)NL | BEF28 (6 Wo.)BEF | — | Erstveröffentlichung: 17. Juni 2011                           |
| 2012 | Rattle –                       | DE79 (3 Wo.)DE | AT46 (6 Wo.)AT | — | — | — | — | — | Erstveröffentlichung: 20. Januar 2012                         |
| 2012 | Don’t Blame the Party (Mode) – | — | — | — | — | NL34 (4 Wo.)NL | — | — | Erstveröffentlichung: 18. Mai 2012 feat. Heather Bright       |
| 2012 | Out of My Mind –               | — | — | — | — | — | BEF62 (4 Wo.)BEF | — | Erstveröffentlichung: 18. Mai 2012                            |
| 2013 | Get Up (Rattle) –              | DE22 Gold · (12 Wo.)DE | AT16 (17 Wo.)AT | CH24 (12 Wo.)CH | UK1 Platin · (11 Wo.)UK | NL19 Gold · (17 Wo.)NL | BEF10 (16 Wo.)BEF | BEW4 (18 Wo.)BEW | Erstveröffentlichung: 1. Februar 2013 feat. Far East Movement |
| 2014 | Knock You Out –                | — | — | — | — | NL37 (2 Wo.)NL | — | — | Erstveröffentlichung: Juli 2014                               |

Weitere Singles
- 2008: Touch Me (vs. Chocolate Puma)
- 2008: Chop (feat. Dan’thony)
- 2009: Disco Electrique (vs. Chocolate Puma)
- 2009: I Will Follow (feat. Dan’thony)
- 2010: Tom’s Diner (Original von Suzanne Vega (1987))
- 2012: L’amour (Remix vs. Nicky Romero)
- 2013: Out of My Mind
- 2013: Buzzcut
- 2015: Nothing to Say
- 2015: Curiosity
- 2016: Lone Wolf
- 2016: Be with You
- 2017: Bust This
- 2017: No. 1 Disco
- 2017: Tic Toc (mit Oomloud)
- 2017: Beat The Drum
- 2018: Everybody (mit Goshfather)
- 2018: Love Me Right
- 2018: Body Rock (mit Bali Bandits)
- 2019: 1000 Years

### Remixe und Bootlegs
| - 2007: UHM – House Ya (Bingo Players Remix) - 2008: UHM & Tony Flexx – Our House (Bingo Players Remix) - 2008: Josh the Funky 1 – It’s the Music (Bingo Players Remix) - 2008: Ian Carey – Redlight (Bingo Players Remix) - 2008: Erick E – Wanna Go Again (Bingo Players Remix) - 2008: Groovenatics – Joy (Bingo Players Remix) - 2008: Gio Martinez, Genetik – Pixel (Bingo Players Remix) - 2008: Todd Terry – Uncle Tech (Bingo Players Remix) - 2008: Soulcatcher feat. Amanda Wilson – Falling for You (Bingo Players Remix) - 2009: Ron Carroll – Bump to Dis (Bingo Players vs. Bart B More Remix) - 2009: Oliver Twizt – You’re Not Alone (Bingo Players Remix) - 2009: Harrison Crump – Gone (Bingo Players Remix) - 2009: Kristine W – Feel What You Want (Bingo Players Feel It 2 Remix) - 2009: Joachim Garraud – Are U Ready? (Bingo Players Remix) - 2009: Villanord – Muzik (Bingo Players Remix) - 2009: Ferry Corsten feat. Maria Nayer – We Belong (Bingo Players Remix) - 2009: Sander van Doorn & Marco V – What Say? (Bingo Players Remix) - 2009: Patric La Funk – Xylo (Bingo Players Remix) - 2009: Sir James – Special (Bingo Players Remix) - 2009: N.E.R.D – Lapdance (Bingo Players Bootleg Remix) - 2009: Nick Supply feat. Tasha Baxter – That Bounce Track (Bingo Players Remix) | - 2009: Gel Abril – Spells of Yoruba (Bingo Players Remix) - 2009: Martin Solveig – Poptimistic (Bingo Players Remix) - 2010: Gramophonedzie – Why Don’t You (Bingo Players Remix) - 2010: Mastiksoul feat. Zoey – Taking Me Hi (Bingo Players Remix) - 2010: Eddie Thoneick feat. Terri B. – Release (Bingo Players Remix) - 2010: Kelis – Milkshake (Bingo Players Bootleg) - 2010: The Black Eyed Peas – The Time (Dirty Bit) (Bingo Players Bootleg) - 2010: David Guetta feat. Kid Cudi – Memories (Bingo Players Remix) - 2010: Dany P-Jazz, Fedde Le Grand, Funkerman – New Life (Bingo Players Remix) - 2010: Green Velvet – La La Land (Bingo Players Remix) - 2011: Sir Mix-A-Lot – Baby Got Back (Bingo Players Bootleg) - 2011: Pitbull feat. Ne-Yo, Afrojack & Nayer – Give Me Everything (Bingo Players Remix) - 2011: Sander van Doorn – Koko (Bingo Players Remix) - 2011: The Prodigy – Everybody in the Place (Bingo Players Bootleg) - 2011: Wally López – Welcome Home (Bingo Players Remix) - 2011: Manufactured Superstars feat. Scarlett Quinn – Take Me Over (Bingo Players Remix) - 2011: Flo Rida – Good Feeling (Bingo Players Remix) - 2012: Far East Movement – Jello (Bingo Players Remix) - 2012: Carl Tricks – Mad Dash (Bingo Players Edit) - 2013: Duck Sauce – Radio Stereo (Bingo Players Remix) |